# James Coco
Pour les articles homonymes, voir Coco.
James Coco, né le 21 mars 1930 à New York et mort le 25 février 1987 dans la même ville,  est un acteur américain.

## Biographie
James Coco, né dans le quartier new-yorkais de Little Italy, est le fils de Felice Coco, cordonnier, et d'Ida Detestes Coco.
Au cours de sa carrière éclectique, il passe d'Otto Preminger (Dis-moi que tu m'aimes, Junie Moon, Des amis comme les miens) à Elaine May, incarne Sancho Panza face à Peter O'Toole en Don Quichotte, croise Gérard Depardieu chez Marco Ferreri et Peter Falk dans les films de Robert Moore (Un cadavre au dessert, Le Privé de ces dames d'après Neil Simon), et, partant pour tous les paris, est le partenaire de Raquel Welch sous la direction de James Ivory. Acteur à trogne, James Coco s'illustre particulièrement dans la comédie. Il a aussi eu ses propres séries télévisées : Calucci's Department en 1973 et The Dumplings avec Geraldine Brooks en 1976.
Après 1982, il travaille presque exclusivement pour la télévision, apparaissant dans Hôpital St Elsewhere, Arabesque, There Must Be a Pony avec Elizabeth Taylor, Madame est servie où il interprète Nick Milano, le beau-père de Tony, prêtant ses traits au roi de cœur dans une nouvelle adaptation de Lewis Carroll en 1983, avec Eve Arden en reine folle. Il meurt d'une crise cardiaque peu après le tournage de son dernier film.

## Filmographie

### Cinéma
- 1964 : Ensign Pulver : Skouras
- 1969 : Generation : M. Blatto
- 1970 : End of the Road : L'écolier
- 1970 : Des fraises et du sang (The Strawberry Statement) : Grocer
- 1970 : Dis-moi que tu m'aimes, Junie Moon (Tell Me That You Love Me, Junie Moon) : Mario
- 1971 : A New Leaf : Oncle Harry
- 1971 : Des amis comme les miens (Such Good Friends) : Timmy
- 1972 : L'Homme de la Manche (Man of La Mancha) : Sancho Panza / Le serviteur de Cervantes
- 1975 : The Wild Party : Jolly Grimm
- 1976 : Un cadavre au dessert (Murder by Death) : Milo Perrier
- 1977 : L'Embrouille (Charleston) : Joe Lo Monaco
- 1978 : Rêve de singe (Ciao maschio) : Andreas Flaxman
- 1978 : Le Privé de ces dames (The Cheap Detective) : Marcel
- 1979 : Scavenger Hunt : Henri
- 1980 : Sacré Moïse ! (Wholly Moses!) : Hyssop
- 1981 : Only When I Laugh : Jimmy Perrino
- 1984 : Les Muppets à Manhattan (The Muppets Take Manhattan) : M. Skeffington
- 1984 : Johnny le dangereux (Johnny dangerously) : Le videur de Moronie (non crédité)
- 1987 : Un garçon d'enfer (Hunk) : Dr. D
- 1988 : The Chair : Dr. Harold Woodhouse Langer
- 1989 : That's Adequate : Max Roebling

### Télévision

#### Séries télévisées
- 1973 : Calucci's Department (en)  : Joe Calucci
- 1979 : Terreur à bord , (The French Atlantic Affair) , Georges Sauvinage
- 1983 : L'Île fantastique : Le roi Louie (saison 6 épisode 13)
- 1984 : Arabesque : Horatio Baldwin (saison 1 épisode 7)
- 1985 : Ray Bradbury présente : Braling (saison 1 épisode 1)
- 1985 : La Cinquième Dimension : Maury Winkler (saison 1 épisode 8)
- 1985-1987 : Madame est servie : Nick Milano (saison 1 épisode 19/saison 2 épisode 10/saison 3 épisode 19)

#### Téléfilms
- 1980 : Le Journal d'Anne Frank (The Diary of Anne Frank) : Hans Van Daan
- 1986 : Une vie de star (There Must Be a Pony) : Mervin Trellis
- 1987 : Les Enfants de Stepford (The Stepford Children) : M. Jamison